# Alberto Castellanos (Botaniker)
Alberto Castellanos (* 11. Dezember 1896 in Córdoba (Argentinien); † 5. September 1968 in Rio de Janeiro)  war argentinischer Botaniker und Paläobotaniker. Er war ein führender Spezialist für südamerikanische Kakteen und die Flora Argentiniens. Sein offizielles botanisches Autorenkürzel lautet „A.Cast.“.

## Leben
Castellanos wurde an der Universität Buenos Aires promoviert und wurde dort Professor für Botanik. 1938 war er Präsident des südamerikanischen Botanikerkongresses in Rio de Janeiro. Außerdem war er Gründer der Fakultät für Botanik in Montevideo und langjähriger Leiter der Sektion Botanik im Museo Argentino de Ciencias Naturales Bernardino Rivadavia. 1958 musste er nach Brasilien fliehen und lehrte am dortigen Nationalmuseum bis zu seinem Ruhestand 1966. Auch danach setzte er seine Sammelreisen fort und half beim Aufbau des Herbarium Bradeanum.
Er gab einen Katalog der Pflanzen Argentiniens heraus und sammelte Pflanzen in oft entlegenen Regionen Argentiniens wie Feuerland. Er war auch ein Pionier der Paläobotanik in Argentinien, befasste sich mit Phytogeographie Argentiniens und der Geschichte der Naturwissenschaften in Südamerika.
Neben Kakteen studierte er besonders Mayacaceae, Xyridaceae, Eriocaulaceae und Pontederiaceae und war ein führender Experte für Bromeliaceae.
Das Herbarium Alberto Castellanos (GUA) in Rio de Janeiro ist ihm zu Ehren benannt, ebenso wie die Kakteengattung Castellanosia und die Gattung der Amaryllisgewächse Castellanoa. Castellanos war Gründungsmitglieder der International Association of Plant Taxonomists und Ehrenpräsident der argentinischen Sukkulenten-Gesellschaft.
Er war mit der Botanikerin (ursprünglich Mathematikprofessorin) Herminia Violeta Lelong (1910–2010) verheiratet, mit der er auch publizierte, und hatte mit ihr zwei Kinder.

## Ehrungen
Nach Castellanos benannt wurde die Gattung Castellanoa Traub  aus der Familie der Amaryllisgewächse (Amaryllidaceae) und Castellanosia Cárdenas  aus der Familie der Kakteen (Cactaceae).

## Schriften
- Herausgeber mit R. Descole: Genera et Species Plantarum Argentinarum, 1945 bis 1955 (von Castellanos und Lelong darin der Abschnitt Cactaceae)
- mit R.A. Pérez Moreau: Los tipos de vegetación de la República Argentina, Universidad Nacional de Tucumán, Facultad de Filosofía y Letras, Monografías del Instituto de Estudios Geográficos, 4, 1945
- mit H. V. Lelong: Los géneros de las cactáceas argentinas. Anales del Museo Argentino de Ciencias Naturales „Bernardino Rivadavia“, Botánica 39, 1938, S. 383–420